# Мамбакофі
Мамбакофі — газове родовище на сході Танзанії, розташоване за 50 км на захід від столиці країни Дар-ес-Саламу.
Родовище відкрили на ліцензійній ділянці, де веде розвідку компанія з емірату Дубай Dodsal Hydrocarbons and Power. Пробурена у квітні 2015 року до глибини 3000 метрів свердловина Мамбакофі-1 відкрила кілька резервуарів гарної якості в інтервалі глибин від 800 до 1500 метрів. Поклади пов'язані з відкладеннями верхньої крейди.
При тому що первісно ресурси відкриття оцінили лише у 4,5 млрд м3, за результатами обробки наявних матеріалів у середині наступного року їх підвищили до 72 млрд м3 (з припущенням про потенціал у 107 млрд м3).